# قلعه‌کندی (هوراند)
قلعه‌کندی یکی از روستاهای استان آذربایجان شرقی است که در دهستان چهاردانگه بخش مرکزی شهرستان هوراند واقع شده‌است.این روستا ۸۱۷ نفر جمعیت دارد.